# Kadan
Kadan(cũng là Qadan), tiếng Trung: Hợp Đan (合丹) là con trai của Khả hãn thứ hai của Mông Cổ Ögedei với một một người tì thiếp. Ông là cháu trai của Genghis Khan và là anh trai của Güyük Khan. Trong cuộc xâm lược châu Âu của Mông Cổ, Kadan, cùng với Baidar (con trai của Chagatai Khan) và Orda Khan (người anh cả của Batu Khan và khả hãn của Kim Trướng hãn quốc), lãnh đạo lực lượng đa phái Mông Cổ tấn công Ba Lan, trong khi lực lượng chính Mông Cổ tấn công Vương quốc Hungary.
Đầu năm 1241, lực lượng của Kadan đã chiếm cứ các thành thị Lublin, Zawichost và Sandomierz của Ba Lan. Kadan sau đó tấn công Masovia, trong khi Baidar đốt thủ đô Ba Lan sơ tán, Kraków và rồi Bytom, và Orda Khan tấn công biên giới phía tây nam của Litva. Ba nhà lãnh đạo sau đó đã tấn công thủ đô Brescia của Silesia. Baidar bắt đầu bao vây thị trấn, nhưng hành quân về phía bắc với Kadan và Orda để Liegnitz đánh bại các lực lượng của Henry II Pious, Công tước Silesia, trước khi công tước Ba Lan có thể gia nhập Vua Wenceslaus I của Bohemia. Sau khi đánh bại một số lực lượng của Konrad I của Masovia, lực lượng của Kadan đã tham gia cùng với Baidar và Orda tại Liegnitz. Quân đội Kitô giáo đã bị đại bại trong Trận chiến tiếp theo của Liegnitz vào ngày 9 tháng 4 năm 1241.
Tuy nhiên, quân Mông Cổ nặng hơn dự kiến trong trận chiến, và Kadan miễn cưỡng tấn công trực tiếp lực lượng Bohemian của Wenceslaus. Kadan và Baidar đã chiến đấu chống lại người Bohemians và có thể ngăn cản nhà vua Bohemia giúp đỡ Vua Béla IV của Hungary. Sau khi đột kích Moravia, lực lượng bộ binh Mông Cổ đã tới Hungary.

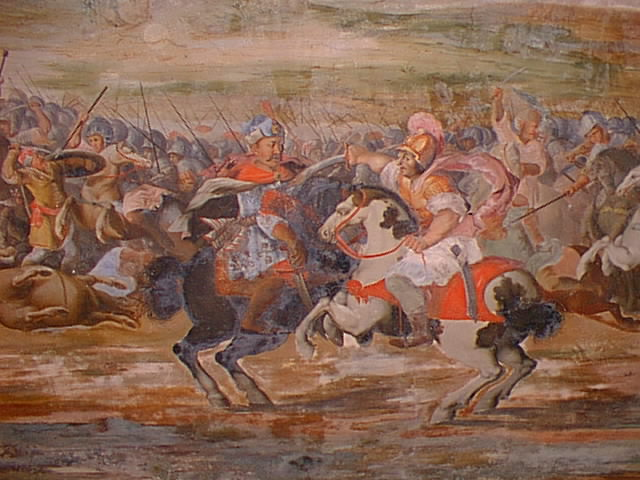
Cuộc vây hãm Olmuc của Qadan

Vào mùa đông năm 1241-1242, Kadan sa thải Buda trên đường đến Győr. Trong khi bao vây lính đánh thuê Ý bảo vệ Székesfehérvár, Kadan buộc phải rút binh lính của mình sau một đợt tan băng sớm tràn ngập vùng đất xung quanh thị trấn. Hoàng tử Mông Cổ sau đó được gửi về phía nam với một tumen để tìm kiếm Béla ở Croatia. Kadan đầu tiên tìm kiếm vị vua Hungary tại Zagreb, nơi ông đã sa thải, và sau đó theo đuổi ông vào Dalmatia. Trong khi Béla trốn tại Trogir, Mông Cổ dưới sự lãnh đạo của Kadan, tháng 3 năm 1242 tại Klis Fortress ở Croatia, trải qua thất bại quân sự đầu tiên của châu Âu, trong khi theo đuổi người đứng đầu của Béla IV của Hungary. Kadan đã có các tù nhân Hungary của mình bị xử tử khi nguồn cung cấp bắt đầu cạn kiệt. Trước sự ngạc nhiên của nhà vua, Kadan tiến về phía nam qua Trogir về phía Dubrovnik (Ragusa). Trong khi ông đang gần Scutari, Kadan nghe về cái chết của cha mình, Ögedei Khan. Các cuộc tấn công của Kadan qua Bulgaria trong cuộc rút quân của ông từ Trung Âu đã khiến cho người Kaliman I trẻ tuổi của Bulgaria phải tỏ lòng tôn kính và chấp nhận Batu Khan là kẻ dối trá của ông.
Năm 1251 Kadan chấp nhận việc bầu chọn Möngke Khan là Khả hãn. Theo René Grousset, ông có thể giúp người sau này chiếm được Eljigidei, tổng tư lệnh của Güyük. Kadan trung thành với Kublai Khan và ủng hộ quân đội của ông chống lại Ariq Böke trong cuộc nội chiến Toluid. Ông chỉ huy quân đội Mông Cổ trong lần đầu tiên tham gia với Ariq Böke và giết chết tướng Alandar ccủa mình.
Trong nhiều nguồn thời trung cổ, Kadan đã bị dịch nhầm bởi những người làm kinh niên như Kaidu, dẫn đến sự nhầm lẫn về những người tham gia vào chiến dịch châu Âu. Ông cũng bị nhầm lẫn với một người anh, Köden, người có ảnh hưởng ở Tây Tạng.